# Гракове (Куп'янський район)
Грако́ве — село в Україні, у Дворічанській селищній громаді Куп'янського району Харківської області. Населення становить 338 осіб. До 2020 орган місцевого самоврядування — Новоєгорівська сільська рада.
Село тимчасово окуповане російськими військами 24 лютого 2022 року.

## Географія
Село Гракове розташоване на одному з відрогів балки Шпилівка, балкою протікає пересихаючий струмок, на якому є декілька загат, за 2 км розташовані села Мальцівка, Берестове, Новоєгорівка.

## Історія
Село засноване 1825 року.
7 (20) листопада 1917 року, відповідно до.Третього Універсалу Української Центральної Ради, увійшло до складу Української Народної Республіки.
12 червня 2020 року Новоєгорівська сільська рада, в ході децентралізації, об'єднана з Дворічанською селищною громадою.
19 липня 2020 року, в результаті адміністративно-територіальної реформи та ліквідації Дворічанського району, село увійшло до складу Куп'янського району.

## Економіка
- «Граківське», сільськогосподарське ПП.

## Об'єкти соціальної сфери
- Спортивний майданчик.